# VisionOS
visionOS és un sistema operatiu de realitat mixta derivat principalment dels marcs bàsics d'iOS (inclosos UIKit, SwiftUI, ARKit i RealityKit) i marcs específics de MR per a una representació millorada i una interacció en temps real. Va ser desenvolupat per Apple Inc. exclusivament per als seus auriculars de realitat mixta Apple Vision Pro. Es va presentar el 5 de juny de 2023 a l'esdeveniment WWDC23 d'Apple juntament amb la revelació de l'Apple Vision Pro. El llançament previst del programari està previst per al 2 de febrer de 2024, enviat amb l'Apple Vision Pro.

## Història
Apple ha estat treballant i conceptualitzant visionOS durant la dècada de 2010 i principis de la dècada de 2020. Amb el nom en clau intern de Borealis, es va revelar oficialment al públic a l'esdeveniment WWDC23 d'Apple al costat del Vision Pro. Apple va declarar que els dos es llançarien a principis de 2024.
Durant l'esdeveniment, The Walt Disney Company va anunciar plans per desenvolupar aplicacions d'informàtica espacial per a visionOS; Disney+ oferirà funcions com ara el streaming de títols seleccionats en 3D estereoscòpic i entorns 3D basats en el Teatre El Capitan i ubicacions de franquícies propietat de Disney.
El sistema operatiu estava previst inicialment per ser llançat com a xrOS abans que el nom es canviés, segons els informes, dies abans del llançament, després que ja s'haguessin filmat la presentació de la WWDC23 i les sessions de desenvolupadors. El 8 de gener de 2024, Apple va anunciar que el Vision Pro amb visionOS estaria disponible als EUA el 2 de febrer de 2024, amb comandes anticipades a partir del 19 de gener

## Eines per a desenvolupadors
Del 5 al 12 de juny, Apple va llançar 35 sessions virtuals gratuïtes que cobrien el desenvolupament de visionOS com a part de la WWDC23. El 21 de juny de 2023, Apple va llançar Xcode 15 Beta 2, que va ser la primera beta de Xcode que va incloure un kit de desenvolupament de programari per a visionOS i Reality Composer Pro, una eina per crear contingut 3D per a visionOS. Xcode 15 es va llançar sense aquestes funcions, que finalment es van afegir a Xcode 15.2 el 8 de gener de 2024, el mateix dia que Apple va començar a acceptar enviaments per a l'App Store de visionOS.
Durant la presentació de la WWDC23, Apple va revelar que estava treballant amb Unity Technologies per donar suport al motor Unity a visionOS, i que Unity llançaria eines de desenvolupament per a jocs en 3D a Vision Pro, que es va llançar en versió beta el 19 de juliol. 2023.

## Característiques
visionOS utilitza una interfície d'usuari 3D per la qual es navega mitjançant el seguiment dels dits, el seguiment ocular i el reconeixement de veu. Per exemple, l'usuari pot fer clic en un element mirant-lo i pessigant dos dits junts, moure l'element movent els dits pessigats i desplaçar-se movent el canell. Les aplicacions es mostren en finestres flotants que es poden organitzar en un espai 3D. visionOS admet un teclat virtual per a l'entrada de text, l'assistent virtual Siri i perifèrics Bluetooth externs, com ara Magic Keyboard, Magic Trackpad i gamepads.
Durant la configuració de visionOS, un usuari pot crear una persona digital traient els auriculars i escanejant-hi la cara. Els usuaris poden utilitzar aquesta persona durant les trucades de FaceTime i veure les persones d'altres participants si fan servir visionOS.
L'aplicació Fotos admet la presentació de vídeo espacial, vídeo en 3D amb mapa de profunditat gravat a Vision Pro o iPhone 15 Pro, adaptant la profunditat del vídeo als moviments del cap de l'usuari.
L'aplicació Apple TV oferirà pel·lícules en 3D ; la companyia va anunciar que més de 150 pel·lícules estarien disponibles en 3D en el moment del llançament, sense cap cost addicional per als usuaris que lloguen o compren les pel·lícules a iTunes Store.
Els usuaris de visionOS també poden accedir al seu Mac amb una pantalla virtual 4K redimensionable que apareix després de mirar l'ordinador.